# Вулиця Стефана Яворського
Вулиця Стефана Яворського — вулиця міста Ніжина. Пролягає від вулиці Гоголя до Набережної вулиці.
До вулиці прилягають вулиці Гоголя, Богушевича, Гребінки, Братів Зосим.

## Історія
1921 року вулиця Стефана Яворського перейменована на вулицю Луначарського — на честь більшовицького революціонера, радянського державного діяча Анатолія Луначарського.
У будинку № 3 розміщувалася редакція газети «Під прапором Леніна»; 1919 року почала видаватися газета під назвою «Известия-Вісті», кілька разів змінювалася назва, з 1963 року — «Під прапором Леніна». У будинку № 7 — центральна міська бібліотека, у будинку № 9 — один із навчальних корпусів навчальних курсів училища культури, у будинку № 11 — школа № 1. На перехресті з Поліською вулицею помітні залишки оборонного валу стародавнього міста.
Вулиці повернули історичну назву — на честь православного єпископа Стефана Яворського.

## Забудова
Вулиця пролягає у північно-західному напрямку паралельно вулиці Небесної Сотні. Парна та непарна сторони вулиці зайняті садибною, малоповерховою (2-поверхові будинки) житловою забудовою, комплексом споруд Благовіщенського монастиря.
Установи:
1. будинок № 1 — Ніжинський міський міграційний відділ
2. будинок № 3 — Ніжинський міський молодіжний центр
3. будинок № 7 — центр надання адміністративних послуг.

Пам'ятники архітектури, історії чи монументального мистецтва:
1. будинок № 2/10 — комплексом споруд Благовіщенського монастиря: Благовіщенський собор, Петропавлівська церква з дзвіницею, ігуменський корпус з трапезною, келії
2. будинок № 4 — Кам'яниця — пам'ятка архітектури місцевого значення
3. будинок № 3 — Кав'ярня Стефаньєва — пам'ятка архітектури місцевого значення
4. будинок № 5 — Житловий будинок — пам'ятка архітектури
5. будинок № 7 (5) — Синагога Золотницького — пам'ятка архітектури місцевого значення
6. будинок № 9 — Житловий будинок — пам'ятка архітектури місцевого значення
7. будинок № 11 — Житловий будинок — пам'ятка архітектури
8. сквер імені М. В. Гоголя — Пам'ятник Миколі Гоголю — пам'ятник монументального мистецтва національного значення
9. сквер імені М. В. Гоголя — Братська могила працівників Ніжинської міліції — 04.06.2019 знято з державного обліку — історії місцевого значення